# Rhodine sima
Rhodine sima är en ringmaskart som beskrevs av Ehlers 1887. Rhodine sima ingår i släktet Rhodine och familjen Maldanidae. Inga underarter finns listade i Catalogue of Life.